# Skeppsjön, Närke
Skeppsjön är en sjö i Askersunds kommun i Närke och ingår i Motala ströms huvudavrinningsområde. Sjön är 14 meter djup, har en yta på 1,01 kvadratkilometer och befinner sig 126 meter över havet. Sjön avvattnas av vattendraget Emmaån (Boverkeån).

## Delavrinningsområde
Skeppsjön ingår i det delavrinningsområde (652371-146371) som SMHI kallar för Utloppet av Skeppsjön. Medelhöjden är 140 meter över havet och ytan är 8,4 kvadratkilometer. Räknas de 2 avrinningsområdena uppströms in blir den ackumulerade arean 22,04 kvadratkilometer. Emmaån (Boverkeån) som avvattnar avrinningsområdet har biflödesordning 3, vilket innebär att vattnet flödar genom totalt 3 vattendrag innan det når havet efter 100 kilometer. Avrinningsområdet består mestadels av skog (51 procent) och sankmarker (21 procent). Avrinningsområdet har 1 kvadratkilometer vattenytor vilket ger det en sjöprocent på 11,9 procent.